# 松方デフレ

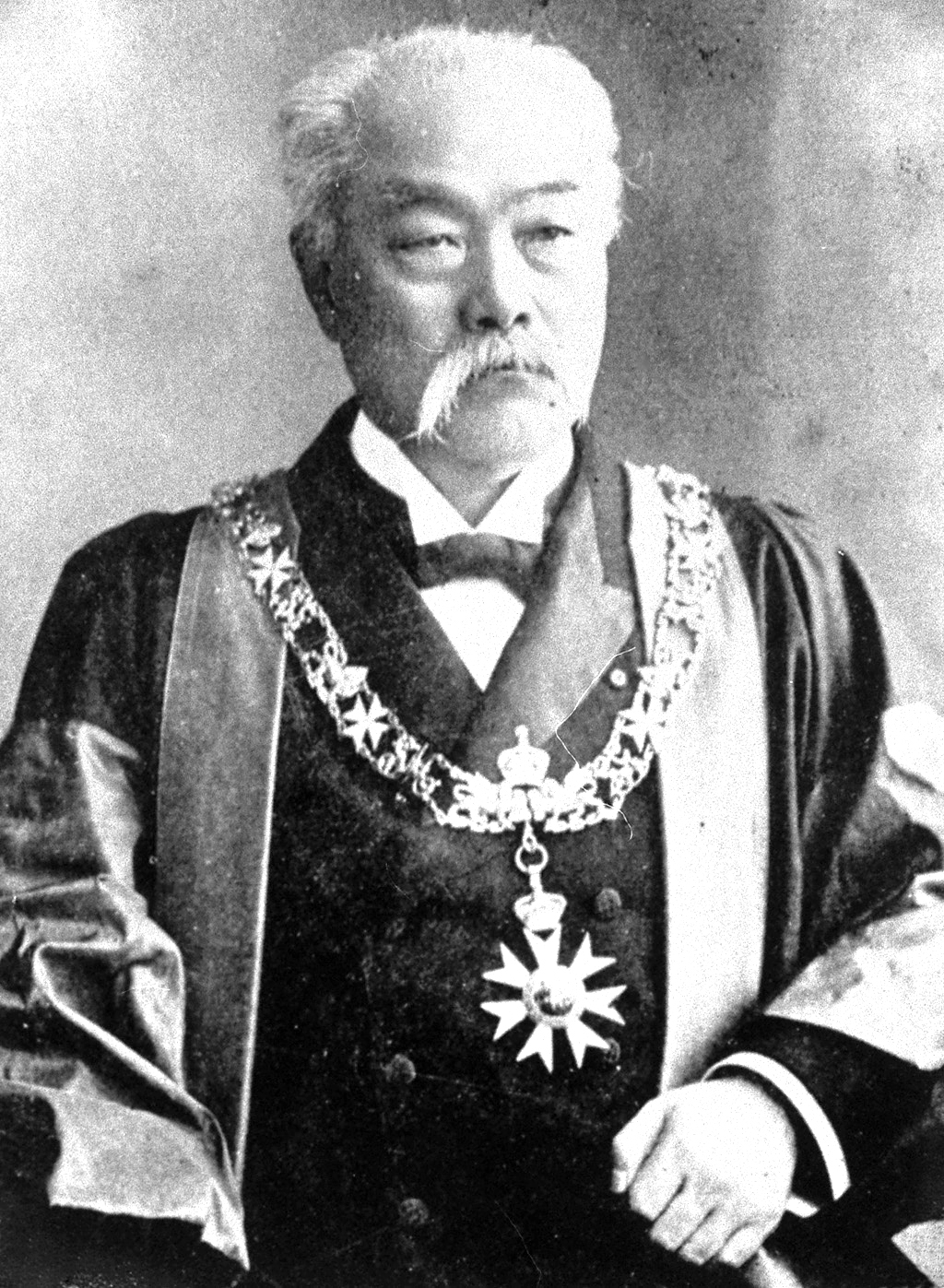
デフレ誘導を断行した松方大蔵卿

松方デフレ（まつかたデフレ）とは、西南戦争による戦費調達で生じたインフレーションを解消しようと、大蔵卿松方正義が1881年（明治14年）より行った、デフレーション誘導の財政政策のことである。松方財政（まつかたざいせい）とも言う。

## インフレの発生と議論
西南戦争の戦費調達のために不換紙幣(信用の低かった太政官札等)が濫発された事によって、戦争後に大規模なインフレーションが発生していた。当時の大蔵卿大隈重信はこのインフレーションの原因について、経済の実態は紙幣流通量に近く、本位貨幣である銀貨が不足しているだけだと考えて、「積極財政」を維持して外債を発行してそこで得た銀貨を市場に流して不換紙幣を回収すれば安定すると主張した（大隈財政）。一方、次官である大蔵大輔の松方は単に明治維新以来の政府財政の膨張がインフレーションの根本原因であって不換紙幣回収こそが唯一の解決策であると唱えた。松方の主張は長年財政に携わってきた大隈の財政政策を根幹から否定するものであり、大隈の怒りを買った。
この対立を憂慮した伊藤博文が松方を内務卿に抜擢するという形で財政部門から切り離して一旦は事態収拾を図った。ところが、1881年の「明治十四年の政変」で大隈が政府から追放されると、松方が大蔵卿に任命されてインフレーション対策の責任者となる。

## 松方財政による対策
松方は不換紙幣を回収・焼却し、1882年に日本銀行条例を公布して日本銀行を設立する。国内的に余裕があった銀貨に基づいた銀本位制の導入をめざして、「緊縮財政」を実施した。また、これに要する政府資金調達のために、政商への官営模範工場の払い下げ、煙草税や酒造税などの増徴による歳入増加策、軍事費を除く政府予算の縮小等により紙幣発行量を縮小していった。
対策の結果、 明治14年（1881年）度の紙幣発行高1.5億円に対し、本位貨幣（銀）の準備高が0.1億円（準備率8％）だったのに対し、明治18年（1885年）度には、紙幣発行高1.2億円に対し、本位貨幣（銀）準備高は0.45億円（準備率37％）まで回復し、銀本位制導入への基礎が成った。同年には満を持して銀兌換紙幣（日本銀行初の発行紙幣、大黒図案）が発券され、銀本位制が導入された。また日清戦争の賠償金による金準備を元に、明治30年（1897年）には、松方念願の金本位制が導入されることになる。

## 松方財政の影響
松方財政によるデフレーション政策は、繭の価格や米の価格などの農産物価格の下落を招き、農村の窮乏を招いた。このデフレーション政策に耐えうる体力を持たない窮乏した農民は、農地を売却し、都市に流入し、資本家の下の労働者となったり、自作農から小作農へと転落したりした。一方で、農地の売却が相次いだことで、広範な土地が地主や高利貸しへと集積されていった。
一部の農民は、経済的困窮から、蜂起活動に走り、各地では自由党による激化事件に参加して反政府的な暴動を引き起こすようになった（当時、農村は自由党の支持基盤であった）。
また、官営工場の払い下げにより政商が財閥へと成長していったことと相まって、資本家層と労働者層の分離という資本主義経済の下地を作ることとなった。
歴史学者の中村隆英は「昔からの財政学の教科書には、松方という人は大変偉い人で、財政の指導者としてこんな立派な人はないと言わんばかりに書いてあります。ただ、私は今でも、それほど偉かったのかどうかわからないと思います。『手術は成功したが、患者は死んだ』という言葉があります。外科医が思い切って大手術をし、悪いところは取り切ったけれども、あまり強引にやったので、患者の方は体がもたなくなって死んだという意味です。松方財政はそういうところがあるような気がします。その意味では、松方は正直であったけれども、あれほど国内を不景気にしなくてもよかったのではないかという気がしてなりません」と評している。